# Lenartovce
Lenartovce (in ungherese: Sajólénártfalva) è un comune della Slovacchia facente parte del distretto di Rimavská Sobota, nella regione di Banská Bystrica.